# إنريكو كوهن
إنريكو كوهن (بالألمانية: Enrico Kühn)‏ هو متزلج جماعي ألماني، ولد في 10 مارس 1977 في باد لانغنزالتسا في ألمانيا.

## وصلات خارجية
- إنريكو كوهن على موقع IBSF (الإنجليزية)
- إنريكو كوهن على موقع اللجنة الأولمبية الدولية (الإنجليزية)
- إنريكو كوهن على موقع أوليمبيديا (الإنجليزية)